# Boulder (rivière de Nouvelle-Zélande)
Pour les articles homonymes, voir Boulder (homonymie).
La Boulder  (anglais : Boulder River) est une petite rivière, dans le district de Tasman, en région de Tasman, du nord de l’Île du Sud de la Nouvelle-Zélande et un affluent du fleuve Aorere.

## Géographie
La source de la rivière est située dans le parc national de Kahurangi au niveau du petit lac Boulder. La rivière s’écoule vers le nord sur 10 km avant de se déverser dans le fleuve Aorere.